# União do Sul
União do Sul – miasto i gmina w Brazylii, w stanie Mato Grosso.